# Station des Forces canadiennes Leitrim
 (février 2024).
Si vous disposez d'ouvrages ou d'articles de référence ou si vous connaissez des sites web de qualité traitant du thème abordé ici, merci de compléter l'article en donnant les références utiles à sa vérifiabilité et en les liant à la section « Notes et références ».

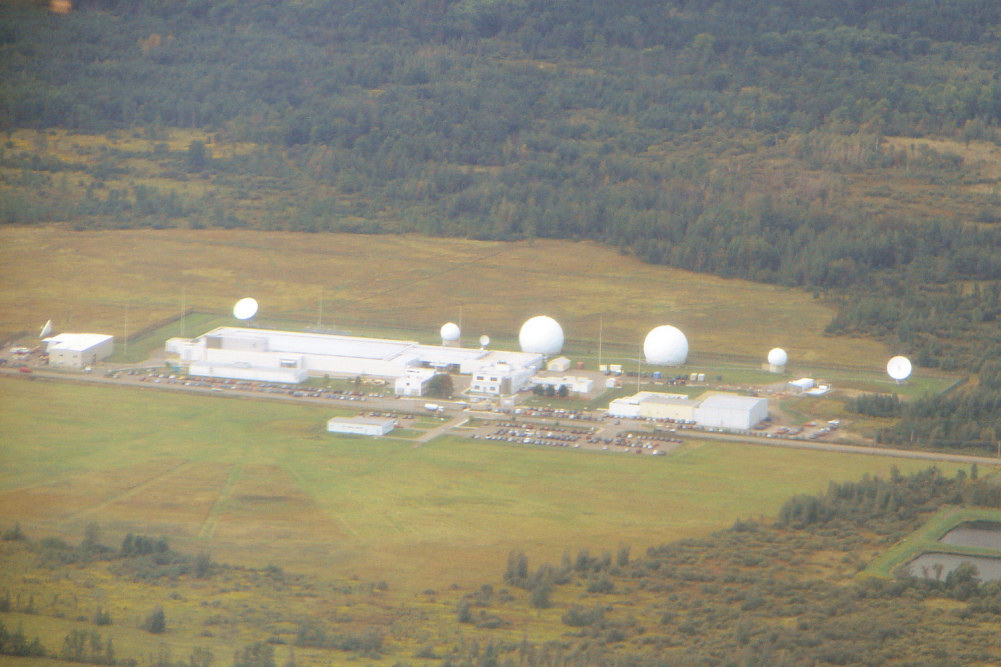
Vue aérienne de la SFC Leitrim

La station des Forces canadiennes Leitrim ou SFC Leitrim (en anglais : Canadian Forces Station Leitrim (CFS Leitrim)) est une station militaire située à Leitrim (en) près d'Ottawa en Ontario. L'emplacement est utilisé par le Centre de la sécurité des télécommunications Canada pour l'interception, le déchiffrement et l'analyse des communications (SIGINT). Elle est une composante essentielle du programme Echelon.

## Rôle
Les unités suivantes sont situées dans la station :
- QG du Groupe d'opérations des informations des Forces canadiennes ;
- Centre des opérations réseaux des Forces canadiennes ;
- Centre du renseignement des communications des Forces canadiennes ;
- Centre interarmées de fusion du renseignement et de l'information.

La SFC Leitrim opère également de l'équipement dans les stations d'interception suivantes :
- SFC Alert ;
- BFC Gander ;
- BFC Masset.

## Histoire
La SFC Leitrim est la plus ancienne station de surveillance électronique du Canada. Elle a été établie en 1941 par le Corps royal canadien des transmissions.